# クロンダイク (ユーコン準州)
クロンダイク（英: Klondike）は、カナダのユーコン準州に広がる地域の名称。西側をアメリカ合衆国アラスカ州と国境で接する。クロンダイク川という小さな川が流れており、東のドーソン・シティからユーコン準州に流れこんでいる。
この地域は1897年に始まり1899年に終わったクロンダイク・ゴールドラッシュで知られる。金の採掘は1960年代後半から70年代初頭にかけて一旦中断されたが、現在でも行われている。
「クロンダイク」という地名は先住民ハン族の言葉で「ハンマーストーンの水」を意味するTr'ondëkという語に由来する。初期の金採掘者にとってファースト・ネーションの言語が難しかったため、不正確な発音の結果として「クロンダイク」という名前が生まれた。
2023年に「トロンデック=クロンダイク（Tr’ondëk-Klondike）」としてユネスコの世界遺産リストに登録された。

## 気候
クロンダイクの気候は非常に厳しい。夏は短いが、大変に高温多湿であり、長い冬は極端に寒い。一年のうち7か月の間は厳寒が続く。恐ろしい吹雪が9月にはじまり、断続的に5月まで続く。10月20日までにはすべての川が凍結する。半年以上の間、地表は1mから3mの積雪に覆われる。

## 世界遺産

### 登録基準
この世界遺産は世界遺産登録基準のうち、以下の条件を満たし、登録された（以下の基準は世界遺産センター公表の登録基準からの翻訳、引用である）。
- (4) 人類の歴史上重要な時代を例証する建築様式、建築物群、技術の集積または景観の優れた例。

## 大衆文化中のクロンダイク
- 1897年ごろ、オスカー・テルグマン作曲の「Klondyke march and two step」という曲がオンタリオ州キングストンのミュージック・エンポリアムから発表された[3]。
- アメリカ合衆国テレビ局NBCによる1960年 - 1961年のテレビドラマ「Klondike」。
- アメリカ合衆国ケーブルテレビネットワークディスカバリーチャンネルによって2014年1月に放送されたテレビドラマ・ミニシリーズ「Klondike」。